# Snagov

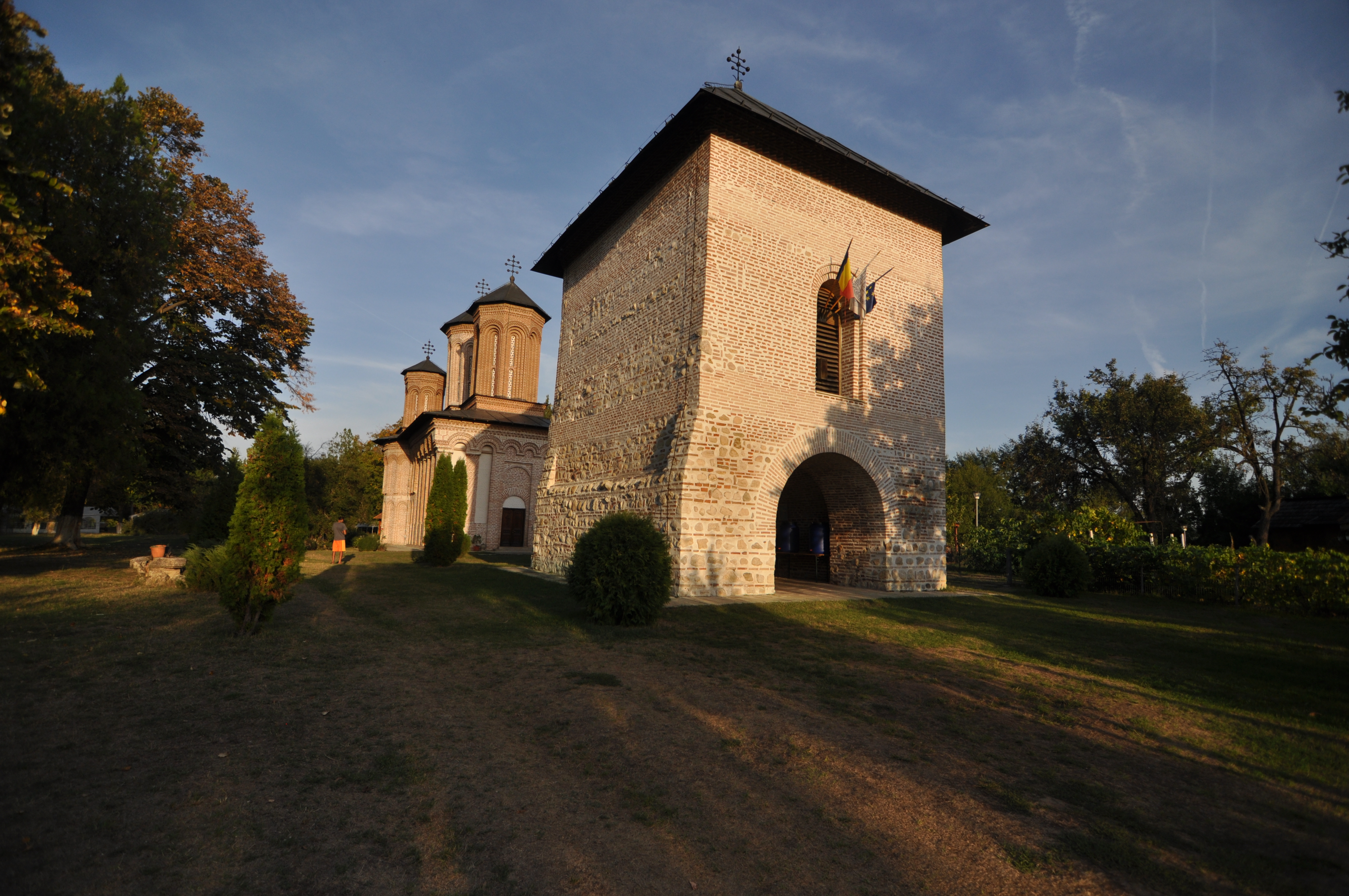
Klostret i Snagov.

Snagov är en kommun och ort i södra Rumänien, norr om Bukarest. Den byggdes upp runt ett kloster. Befolkningen uppgick till 7 272 invånare under folkräkningen 2011.
Vlad Tepes sägs vara begravd här men det ryktet avvisas bestämt av munkarna som bor i klostret idag.